# Park 3 Maja w Stargardzie
Park 3 Maja (d. Park 1 Maja, Goethe-Park) położony w centralnej części Stargardu, pomiędzy ulicami: Skarbową, Bogusława IV, ks. Barnima I, Wyszyńskiego.
Park znajduje się na terenie dawnego cmentarza. Jego łączna powierzchnia wynosi 4,64 ha. Układ zieleni na terenie parku tworzą: dęby, lipy, wiązy, jesiony i buki, z czego najstarsze okazy stanowią: wiąz szypułkowy, topola geldryjska i klon-jawor.
Na terenie parku wytyczono alejki, znajdują się elementy małej architektury.
Na południe od parku znajduje się Starostwo Powiatu Stargardzkiego oraz Zespół Szkół nr 1.